# Чарльз Дженкс

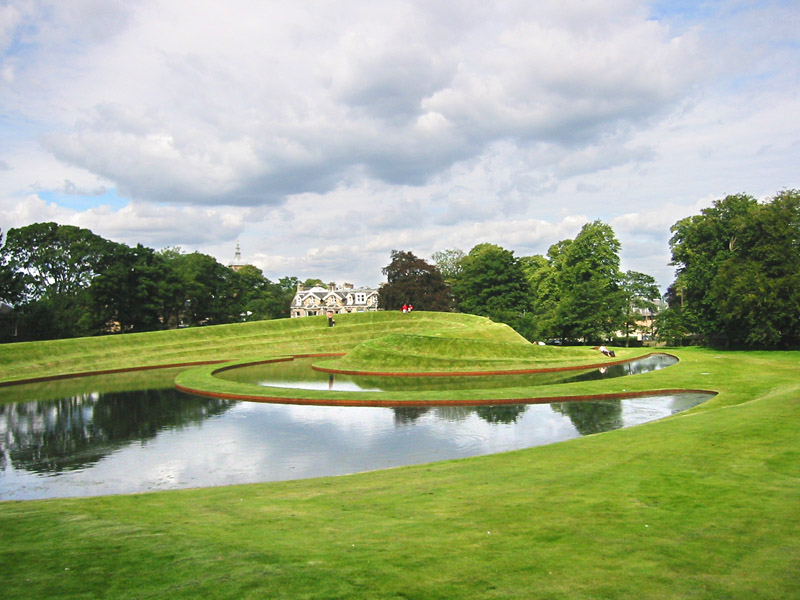
Ландшафтний дизайн Шотландської національної виставки сучасного мистецтва, автор Чарльз Дженкс

Чарльз Александер Дженкс (англ. Charles Alexander Jencks; нар. 21 червня 1939, Балтімор, Меріленд, США — пом. 13 жовтня 2019, Лондон, Велика Британія) — американський архітектор, що стояв біля джерел постмодернізму в сучасній архітектурі; архітектурний критик; історик архітектури; автор численних статей та монографій; архітектор-практик, ландшафтний дизайнер.

## Біографія
Чарльз Дженкс закінчив Гарвардський університет 1961 року зі ступенем бакалавра (спеціалізація з англійської літератури); 1965 року здобув ступінь магістра мистецтв у Школі дизайну Гарвардського університету (англ. Harvard Graduate School of Design); 1965 року захистив дисертацію з історії архітектури в Університетському коледжі Лондона.
Чарльз Дженкс читав лекції в багатьох університетах по всьому світу, зокрема в Пекіні, Шанхаї, Парижі, Токіо, Мілані, Венеції, Франкфурті, Квебеку, Монреалі, Осло, Варшаві, Барселоні, Лісабоні, ВідніЕдинбурзі. У США читав лекції в Гарварді, Колумбійському університеті, Принстоні, Єлі.
Чарльз Дженкс займався дослідженням сучасних йому архітектурних течій; був автором нової термінології у цій галузі; висвітлював роботи сучасних йому архітекторів, проводив численні інтерв'ю та брав участь у міжнародних архітектурних конкурсах та фестивалях.

## Архітектурний постмодернізм
Народження архітектурного постмодернізму практично збігається у часі з народженням теоретичних ідей постструктуралізму, отже, становлення постмодернізму як загальнокультурного явища відбувалося у сфері філософії та архітектури водночас, що досить незвично для архітектури. Головним ідеологом архітектурного постмодернізму став Чарльз Дженкс, який у 1975 році вперше позначив нову архітектуру як постмодерністську. Час загибелі модернізму зафіксований ним 15 липня 1972 року о 15 годині 32 хвилини в Сент-Луїсі, Міссурі, США, на місці вибуху житлового комплексу «Прюіт-Ігоу», що складається з трьох десятків житлових висоток архітектора Мінору Ямасакі.
Ідеологія модернізму, згідно з Дженксом, являла собою утопічні та ідеалізовані теорії, засновані на єдиному (міжнародному) стилі. Постмодерністи відмовляються від будь-якого єдиного стилю, від стилю взагалі (якщо розуміти під цим якесь всеосяжне явище), узаконивши плюралізм рішень. Характерна для модернізму інтернаціоналізація художніх прийомів змінюється чітким регіоналізмом, локальністю естетичних пошуків, тісно пов'язаних з національним, місцевим, міським, екологічним контекстом. Таким чином, поширення постмодернізму в архітектурі сповільнило руйнування історичних центрів міст, відродивши інтерес до старовинних будівель, урбаністичного контексту, вулиці як містобудівної одиниці.
Одним із прикладів постмодерної архітектури може служити «Тематичний будинок» Дженкса в Лондоні. Підвищена увага до кольору, форми, матеріалу, ролі скульптури, живопису, комп'ютерної графіки в архітектурних рішеннях, їхнього знаково-символічного сенсу, а також містобудівні пошуки поєднання традицій та інновацій, локального й масового, природного і штучного, виразного й образотворчого в міському середовищі при всій своїй неоднозначності утверджують статус постмодерністської архітектури як мистецтва, чия специфіка не зводиться до утилітарно-прагматичних функцій. Крім того, активізувалися процеси синтезу мистецтв — музики, танцю, театру, літератури, кіно, відео у масових карнавалізованих діях.
Окрім Дженкса на розвиток архітектурного постмодернізму вплинули такі архітектори як: Роберт Вентурі, Крістофер Александер, Альдо Россі, Джеймс Стерлінг, Ганс Голляйн, Маріо Ботта, Рікардо Бофіль, Чарльз Мур.

### «Мова архітектури постмодернізму»
У 1977 році була опублікована книга Чарлза Дженкса «Мова архітектури постмодернізму», яка вплинула на професійну свідомість архітекторів і є своєрідною «біблією постмодернізму».
Книга складається з трьох частин: "Смерть «нової архітектури»; «Способи архітектурної комунікації»; «Архітектура постмодернізму». У першій частині Дженкс критикує за кількома пунктами найголовніші постулати модернізму, насамперед його одномірність (форми, змісту тощо). У другій частині він розглядає архітектуру як мову, виявляє такі її характеристики, як метафора, слова, синтаксис, семантика. Третя частина присвячена розгляду деяких нових течій в архітектурі, що з'явилися під впливом постмодерністських теорій: історизм, регіоналізм, ад-хок контекстуалізм. Головними джерелами в його роботах стають матеріали інтерв'ю та приватні бесіди з колегами.

### 13 позицій архітектури постмодернізму
У 1996 році Дженкс сформулював 13 позицій архітектури постмодернізму:
Основні цінності :
1. Амбівалентність краще одновалентності, уява краще смаку.
2. «Складність і суперечливість» краще надпростоти і «мінімалізму».
3. Теорія складності та теорія хаосу є ґрунтовнішими у поясненні природних явищ, ніж лінійна динаміка; це означає, що «істинно природне» у своїй поведінці радше нелінійне, ніж лінійне.
4. Пам'ять та історія органічно пов'язані з нашим генетичним кодом, нашою мовою, нашим стилем та нашими містами і тому є прискорювачами нашої винахідливості.

Лінгвістика та естетика :
1. Уся архітектура винаходиться і сприймається за допомогою кодів, звідси — «мови» архітектури, звідси — символічна архітектура, звідси — подвійне кодування.
2. Усі коди зазнають впливу семіотичної спільності та різних типів культур, звідси — необхідність плюралістичної культури для проєктування, заснованого на принципах радикального еклектизму.
3. Архітектура — «мова» для публіки, звідси — необхідність появи постмодерністського класицизму, який частково заснований на архітектурних універсаліях, частково на образах передової технології.
4. Архітектурі потрібна орнаменталізація (надання образних рис, патерналізація), яка має бути або символічною, або «симфонічною»; звідси — доречність звернення до сучасних інформаційних теорій.
5. Архітектурі потрібна метафоричність, яка має наблизити нас і до природних, і культурних проблем; звідси використання зооморфної образності, будинків з «людськими личинами», звідси ж іконографія високої технології. Все це замість метафори «машина для житла».

Урбаністика, політика, екологія :
1. Архітектура має формувати місто, звідси — контекстуалізм, колажність, неораціоналізм, дрібноквартирне планування, змішання типів користувачів і типів будівель.
2. Архітектура має кристалізувати соціальну реальність у сучасному місті глобального типу — гетерополісі, що дуже важливо для плюралістичності етнічних груп, звідси — партиципаційний підхід до проєктування та «адхокізм».
3. Архітектура має враховувати екологічну реальність нашого часу та вміти підтримувати свій розвиток, зелену архітектуру та космічний символізм.
4. Ми живемо в дивовижному Всесвіті, що творить, самоорганізується, який ще тільки готується до різних варіантів визначеності, звідси — необхідність у космогенній архітектурі, яка прославляє критицизм, процесуальність та іронію.[13]

## Меггі Центри
Чарльзом Дженксом була створена організація Меггі Кансер Кере, яка займається підтримкою хворих на ракові захворювання. Коли Меггі — дружина Дженкса, — захворіла, парі довелося дуже часто відвідувати різні лікарні. Подружжя звернуло увагу на те, що ці заклади не брали до уваги деяких потреб хворих. Після смерті Меггі був створений фонд її імені, який працює над створенням місць, де хворі люди можуть зустрічатися з тими, хто вже пережив цю хворобу або якось пов'язаний, і спілкуватися в дружньому позалікарняному просторі.
Нині функціонує тринадцять таких центрів із прилеглими парками. Всі вони спроєктовані дуже відомими архітекторами і призначені для того, щоб люди, що борються чи вже впоралися з хворобою, могли поблизу великих медичних центрів і в той же час у дружньому оточенні знайти соціальну і психологічну підтримку і здобути впевненість у собі.
Меггі Кезуїк-Дженкс написала книгу «Японський Сад», над якою працював її чоловік.

## Праці Чарльза Дженкса
- Critical Modernism — Where is Post Modernism going?, Wiley Academy, London, 2007.
- The Iconic Building — The Power of Enigma, Frances Lincoln, London, 2005.
- Garden of Cosmic Speculation, Frances Lincoln Limited, London, October 2003.
- The New Paradigm in Architecture, (7. edition of Language of Post-Modern Architecture), Yale University Press, London, New Haven, 2002.
- Le Corbusier and The Continual Revolution in Architecture, The Monacelli Press, 2000
- Architecture 2000 and Beyond, (Critique & new predictions for 1971 book), Academy, Wiley, May 2000
- Millennium Architecture, Academy, Wiley, AD, Guest Editor with Maggie Toy 2000.
- Ecstatic Architecture, Academy, Wiley, London, NY 1999.
- Architecture 2000 and Beyond, (Critique & new predictions for 1971 book), Academy, Wiley, May 2000.
- Theories and Manifestos of Contemporary Architecture, ed.with Karl Kropf, Wiley, London, NY 1997.
- Architecture of the Jumping Universe, Academy, London & NY, 1995. Second Edition Wiley, 1997.
- Heteropolis — Los Angeles, The Riots & Hetero-Architecture, Academy, London & NY, 1993.
- Post-Modern Reader, Editor, Academy/St. Martins, 1992.
- The New Moderns, Academy London, Rizzoli, NY 1990.
- The Prince, The Architects and New Wave Monarchy, Academy, London and Rizzoli, NY 1988.
- Post-Modernism, The New Classicism in Art and Architecture, Rizzoli, NY and Academy, London 1987; Німеччина, 1987, reprinted 1988.
- What is Post-Modernism?, St Martins Press, NY 1986, Academy, London 1986. Second Edition 1988. Third Edition 1989. Fourth Edition 1996.
- The Architecture of Democracy, AD Monograph, London, 1987.
- Towards A Symbolic Architecture, Rizzoli, NY; Academy, London 1985.
- Kings of Infinite Space, St. Martins Press, NY; Academy, London 1983.
- Abstract Representation, St. Martins Press, NY 1983, Architectural Design monograph, London 1983.
- Architecture Today, Abrams, NY 1982, Current Architecture, Academy, London 1982 (Book Club). Second Edition, 1988.
- Free-Style Classicism, Rizzoli, NY 1980, Architectural Design monograph, London 1982, (перекладена французькою)
- Post-Modern Classicism, Rizzoli, NY 1980, Architectural Design monograph, London 1980, (перекладена французькою)
- Skyscrapers — Skycities, Rizzoli, NY 1980, Academy, London 1980.
- Signs, Symbols and Architecture, edited with Richard Bunt and Geoffrey Broadbent, John Wiley, NY і London 1980.
- Late-Modern Architecture, Rizzoli, NY 1980, Academy, London 1980. (перекладена німецькою та іспанською)
- Bizarre Architecture, Rizzoli, NY 1979 and Academy, London 1979. (перекладена французькою, німецькою)
- The Daydream Houses of Los Angeles, Rizzoli, NY 1978 and Academy, London 1978. (перекладена французькою)
- The Language of Post-Modern Architecture, Rizzoli, NY 1977, revised 1978, Third Ed. 1980, Fourth Ed. 1984, Fifth Ed. 1988, Sixth Ed. 1991, Academy Editions London 1977, 1978, 1980, 1984, 1991. (перекладена французькою, японською, німецькою, іспанською, угорською, польською, чеською і частково китайською та італійською)
- Le Corbusier і Tragic View of Architecture, Harvard University Press, Cambridge, Mass. 1974 and Allen Lane, London 1974. 2nd Edition 1987. (перекладена японською, польською, угорською)
- Modern Movements in Architecture, Doubleday, NY 1972 and Penguin Books, London 1973.
- Adhocism (with Nathan Silver), Doubleday, NY 1972 та Secker and Warburg, London 1972. (частково перекладена французькою та італійською)
- Architecture 2000, Predictions and Methods, Praeger, NY 1971 and Studio Vista, London 1971. (перекладена іспанською та японською)
- Meaning in Architecture, editor with George Baird and contributor, Braziller, NY 1969; Barrie &amp; Jenkins, London 1969.(перекладена французькою, італійською, іспанською)